# تقی رفعت
تقی رفعت (زادهٔ ۱۲۶۸ خورشیدی تبریز - درگذشته ۱۲۹۹ خورشیدی) مدیر روزنامه تجدد و نشریه آزادیستان و از پیشگامان شعر نو در ایران بود. او از همراهان شیخ محمد خیابانی بود و یک روز پس از شکست قیام تبریز و کشته شدن شیخ محمد خیابانی در قریهٔ قزل دیزج (نزدیک شهر تبریز) در سن سی و یک سالگی با شنیدن خبر قتل شیخ انتحار کرد. تحصیلات خود را در استانبول انجام داد و در طرابوزان مدیر مدرسه ایرانیان به نام مدرسه ناصری شد. در ۱۳۳۵ (قمری) در جریان جنگ جهانی اول به تبریز آمد و در دبیرستان محمدیه این شهر به تدریس زبان فرانسه پرداخت. با شروع قیام شیخ محمد خیابانی به او پیوست و کارهای فرهنگی قیام را به عهده گرفت. در شعرهای خود از قواعد شعر کلاسیک فارسی فاصله گرفت و از شاعرانی بود که پیش از نیما یوشیج به بدعت و نوگرایی در شعر، گرایش داشت.نمایشنامه‌هایی نیز نوشت که برخی در زمان خود او در تبریز به اجرا درآمدند. رفعت با زبان‌های ترکی و فرانسه آشنا بود و درعلوم جغرافیا و هندسه نیز دست داشت. آثار او که شامل اشعار و مقالات انتقادی و ترجمه‌هایی از زبان‌های فرانسه و ترکی عثمانی است هنوز گردآوری نشده‌اند.

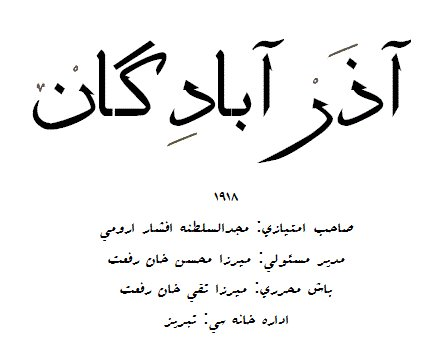
سرصفحه روزنامه آذرآبادگان